# Orphelinat municipal d'Amsterdam

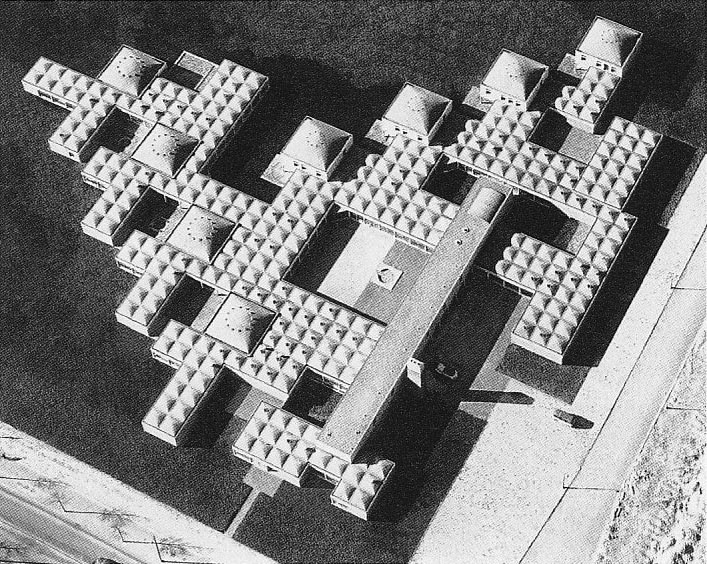
Vue aérienne

L'ancien orphelinat municipal d'Amsterdam a été construit en 1959-1960 par l'architecte Aldo van Eyck. Sa conception s'inscrit dans le courant architectural du structuralisme (nl).
Le bâtiment est composé sur un principe modulaire, avec 328 petites unités, quatre grandes unités à rez-de-chaussée, quatre grandes unités avec un étage et un volume allongé contenant l'entrée ; le tout disposé sur une trame orthogonale de 3,36 m de côté. Les différentes unités sont regroupées autour de plusieurs patios et d'une grande cour.
Les petites unités occupent une trame (3,36 × 3,36 m), elles ont quatre piliers d'angle cylindriques en béton et sont couverts d'une coupole en béton. Les façades sont soit entièrement menuisées soit fermées par un mur plein en briques brunes. Les coupoles sont en béton préfabriqué. Les grandes unités occupent neuf modules (leur longueur et leur largeur sont trois fois plus grandes que celles des petites unités, soit 10,08 × 10,08 m). Les sols sont constitués d'éléments préfabriqués en béton.
Pour élaborer son projet, Van Eyck a été guidé par cette idée : « Un petit monde dans un grand, un grand monde dans une petite maison en ville, une ville comme une maison, une maison pour les enfants ».
L'orphelinat a été en usage de 1960 à 1991. Le bâtiment a été entièrement rénové en 1991 et est utilisé pour d'autres usages. Le nom d'orphelinat pour désigner le bâtiment a été maintenu.